# ويليام بيكرينغ (لاعب كرة قدم)
ويليام بيكرينغ (بالإنجليزية: William Pickering) هو لاعب كرة قدم بريطاني (وحمل سابقاً جنسية المملكة المتحدة لبريطانيا العظمى وأيرلندا) في مركز الهجوم، ولد في 1894 في غلاسكو في المملكة المتحدة، وتوفي في 9 نوفمبر 1917 في العراق. لعب مع نادي بيرنلي.